# 纳迪娅·卡尔维尼奥
纳迪娅·玛丽亚·卡尔维尼奥·圣玛丽亚（西班牙語：Nadia María Calviño Santamaría，1968年10月3日—），女，加利西亚人，西班牙政治人物，经济学者，前欧盟委员会预算总司司长。2018年起任經濟相，並於2020年1月第二次桑切斯内阁組成時晉升兼任第三副首相（副政府主席）和2021年3月升任第二副首相，再在三個月後成為第一副首相。

## 经历

### 早年
1968年出生于加利西亚地区的拉科魯尼亞，父亲何塞·马里亚·卡尔维尼奥是前西班牙广播电视台（RTVE）台长。1991年毕业于马德里康普顿斯大学经济学系，2001年毕业于国立远程教育大学法律系。

### 欧盟生涯
在西班牙经济部工作了十多年后，2006年来到欧盟委员会，先后在其下级不同总司级部门工作。2014年至2018年担任欧洲联盟委员会预算总司司长。

### 西班牙内阁大臣
在2018年西班牙政府不信任案公决后，人民党主席马里亚诺·拉霍伊被迫辞职，工人社会党总书记佩德羅·桑切斯成为新任西班牙首相。在重组内阁中，她被任命为工业、贸易与旅游大臣。6月7日出席了萨苏埃拉宫就职仪式。
在2018年7月布宜诺斯艾利斯二十国集团（G20）财长和央行行长会议中，她强调目前的贸易紧张局势是一次“机遇”，而非“威胁”。
2020年1月，被任命为第三副首相兼经济与数字化改造事务大臣。1月13日，正式宣誓就职。任內她批准班基亞銀行和凱克薩銀行合併。2021年，她獲擢升為第二副揆。

## 其他活动
由于“西班牙经济与企业大臣”的职位，她目前担任以下组织的董事会成员：

### 欧盟组织
- 欧洲投资银行 (EIB)[10]
- 欧洲稳定机制（英语：European Stability Mechanism） (ESM)[11]

### 国际性组织
- 亚洲基础设施投资银行 (AIIB)[12]
- 中美洲经济一体化银行 (CABEI)[13]
- 欧洲复兴开发银行 (EBRD)[14]
- 美洲開發銀行 (IIC)[15]
- 國際貨幣基金組織 (IMF)[16]
- 世界银行-国际货币基金组织联合发展委员会[17]
- 世界銀行集團多邊投資擔保機構 (MIGA)[18]
- 世界银行[19]

## 个人生活
已婚，有4个孩子。她会说英语、法语、德语和西班牙语。